# ملائكة وشياطين (فلم)
ملائكة وشياطين (بالإنجليزية: Angels & Demons) هو فيلم عرض في صالات العرض السينمائي في 15 مايو 2009، بني على رواية دان براون والتي حملت نفس الاسم.
والفيلم هو تبعة لفيلم دافنشي كود وهو فيلم آخر بني على رواية من تأليف براون.
هذا وكانت رواية ملائكة وشياطين قد صدرت قبل صدور رواية دافنشي كود والتي تحولت إلى فيلم يحمل العنوان ذاته.
تم تصوير الفيلم في مدينة روما وفي ستوديوهات سوني بكتشرز في كولفير سيتي، لوس أنجليس، كاليفورنيا.
ويجسد الممثل توم هانكس دور البطولة وذلك في دور روبرت لانغدون، في حين يخرج الفيلم رون هوارد وينتجه براين جرازير في حين تعود كتابة السيناريو لأكيفا غولدسمان.

## ملخص
تستدعي سرن روبرت لانغدون (توم هانكس) وذلك للتحقيق في ضحية جريمة مرتبطة بالمتنورين.
يكتشف لانغدون خطة الجمعية السرية لقتل أربعة كرادلة رومان كاثوليك، وتدمير كنيسة القديس بطرس بواسطة المادة المضادة خلال الاجتماع البابوي السري.

## فريق العمل
- توم هانكس، في دور البروفسور روبرت لانغدون البروفسور في جامعة هارفرد.
- ايوان مكريغور نة تو يظهر في دور باتريك ماكينا، أمين سر كنيسة الكرسي الرسولي.
- ستالين سكارشغورد ويظهر في دور القائد رختر رئيس الحرس السويسري.
- إيليت زورير تظهر في دور فيتوريا فيترا، العالمة لدى وكالة سرن، الوكالة التي سرقت منها المادة المضادة ومطمة
- بييرفرانشيسكو فافينو في دور المفتش إرنيستو أولفييتي.
- نيكولا لي كاس في دور مستر غراي، القاتل.
- آرمن مولر-شتال في دور الكاردينال ستراوس.

## طالع كذلك
- رواية ملائكة وشياطين.
- سلسلة كتب روبرت لانجدون

## وصلات خارجية
- الموقع الرسمي
- Angels & Demons في قاعدة بيانات الأفلام على الإنترنت
- مقالات تستعمل روابط فنية بلا صلة مع ويكي بيانات
- ملائكة وشياطين يتصدر إيرادات السينما الأميركية FJHVDO 1-6-2009